# Šoto Tanemura
Shoto Tanemura (Tanemura Shoto, 種村匠刀), čija su imena u borilačkim vještinama "Bikokouryu, 秘黒龍" (tajni crni zmaj) i "Kogyoku, 光玉" (sjajna kugla), rođen je 1947. godine u Matsubushi gradu u Saitama oblasti u Japanu. Diplomirao je pravo na Sveučilištu Hosei nakon čega je postao policijski službenik, kasnije kao instruktor na akademiji Tokyo Metropolitan Police. 
Trenirao je Ninpo, i ostale borilačke vještine od devete godine i trenutno je "Soshi", "Soke" (Velemajstor) ne samo Genbukan Ninpo, već i raznih Ryu-Ha (Borilačkih tradicija).
Trenutno podučava Ninpo, Jujutsu i Kobudo Ryu-Ha kao 'umjetnost borilačkih vještina'. Njegove organizacije: Genbukan World Ninpo Bugei Federation, Kokusai Jujutsu Renmei, Japan Kobudo/Koryu World Federation i Amatsu Tatara World Federation imaju svoje sjedište u njegovom domu gdje posjeduje poziciju Kancho (Poglavar federacija). Genbukan sa svojim podfederacijama je internacionalan u opsegu djelovanja s produžnicama na američkom, europskom i azijskom kontinentu.

## Službena zvanja
- Genbukan World Ninpo Bugei Federation, Predsjednik
- Kokusai Jujutsu Renmei/Federation, Predsjednik
- Nihon Kobudo World Federation, Predsjednik

## Vanjske poveznice
- http://www.genbukan.org/
- http://www.genbukan.hr/

1. ↑  Arhivirana kopija. Inačica izvorne stranice arhivirana 27. prosinca 2009. Pristupljeno 31. svibnja 2011. journal zahtijeva |journal= (pomoć)CS1 održavanje: arhivirana kopija u naslovu (link)